# Louise Piëch
Louise Hedwig Anna Wilhelmine Piëch (de soltera Porsche; 29 de agosto de 1904, en Wiener Neustadt - 10 de febrero de 1999, en Zell am See) fue hija del pionero del automóvil Ferdinand Porsche. En 1928 se casó con Anton Piëch, un abogado de Viena que de 1941 a 1945 dirigió la fábrica Volkswagenwerk, donde se produjo el KdF-Wagen (Volkswagen) en la Ciudad del Trabajo KdF-Stadt (actual Wolfsburgo). La pareja tuvo cuatro hijos: Ernst, Louise, Ferdinand y Hans-Michel. Louise vivió con su familia en Austria.

## Vida
Louise era la mayor de los hijos de Ferdinand Porsche. Desde pequeña mostró una gran cercanía con los productos en los que trabajaba su padre, así que contaba con permiso para conducir desde los 14 años y llegó a tener su primer vehículo a los 15. Incluso en 1926, participó en un rally junto a Rudolf Caracciola y Adolf Rosenberger (que eran los pilotos oficiales de Mercedes-Benz) llegando a ganarles en uno de los tramos, pero en aquel momento Ferdinand decidió, para evitar cualquier sospecha de trato preferente, dar el trofeo a quien llegó de segundo, observando que Louise había exigido el motor para lograrlo.
Louise estudió historia del arte y pintura con Josef Engelhart, uno de los fundadores del movimiento "Secesión de Viena".
En 1928 se casó con el abogado vienés Anton Piëch, quien conocía a Ferdinand Porsche desde su trabajo en DMG y llevó su defensa en la demanda que instauró contra Daimler-Benz cuando su contrato no fue renovado a finales de 1928.
Su esposo, Anton, fue uno de los cofundadores y accionistas, junto a Ferdinand Porsche, Ferry Porsche y Adolf Rosenberger, de Dr. Ing. h.c.F. Porsche KG, el estudio de ingeniería de Ferdinand Porsche. La pareja tuvo cuatro hijos: Ernst nació en 1929, Louise en 1932, Ferdinand en 1937 y Hans-Michel en 1942.

### Participación en Porsche y traslado a Austria
Luego de que Ferdinand y Ferry Porsche compraran el 10% de participación de Adolf Rosenberger en 1935, Louise obtuvo el 10% de participación cuando Porsche se convirtió en Sociedad Limitada en 1937, por lo que asumió una posición administativa y de representación en asuntos contractuales.
Louise fue quien tuvo la iniciativa de trasladar la oficina desde Stuttgart a un antiguo aserradero de Gmünd de Zell am See, en Carintia (Austria) en 1943, a nombre de ella y de su esposo Anton Piëch, trasladando la mayor cantidad de planos, máquinas y objetos de valor de la Villa Porsche en Stuttgart. Para entonces el Estado Federal de Austria (la Primera República de Austria), era un territorio que se había anexado a la Alemania Nazi en marzo de 1938 mediante la Aschluss, un movimiento que para finales de 1943 fue declarado nulo e inválido por parte de los Secretarios de Asuntos Exteriores de EE UU, el Reino Unido y la Unión Soviética en las Declaraciones de Moscú. en lo que se interpreta históricamente como un intento por provocar el alzamiento de la Resistencia Austríaca en contra de Alemania. Este hecho implica que, aún siendo parte del territorio de la Alemania Nazi, para 1943 existía la noción que Austria aun no era un objetivo importante para los bombardeos aliados (sólo hubo uno en 1942, pero empezaron a ocurrir en 1944). El traslado también implicó que en octubre de 1943 se transfirieran los activos alemanes de Porsche KG a Louise y Anton Piëch para ser incorporados a Porsche Konstruktionen Ges.m.b.H. en Austria, fundada por los esposos Piëch en Gmünd, y que con el tiempo se convertiría en Porsche Holding, la parte subsidiaria de Porsche que permaneció vigente hasta la actualidad.
Gracias a las precauciones de Louise Piëch, toda la familia Porsche pudo completar su traslado a Austria el 30 de enero de 1945, dos semanas después del repliegue de las tropas alemanas en la fallida Operación Norwind, la última ofensiva de la Alemania Nazi en el período de desgaste de la Segunda Guerra Mundial en el Teatro europeo.
Prisión de Ferdinand Porsche, Ferry Porsche y Anton Piëch
Algunos meses después del fin de la Segunda Guerra Mundial, Ferdinand Porsche, Ferry y Anton Piëch fueron invitados por dignatarios del gobierno francés con el fin de entablar acuerdos que permitieran producir el Volkswagen Tipo 1 en Francia, como parte de las reparaciones de guerra. Sin embargo esto terminó en la captura de los tres en el 15 de diciembre de 1945 en Baden-Baden, bajo la sospecha legítima de ser amigos personales de Hitler más allá de su participación como empresarios de la industria bélica de la Alemania Nazi, acusados de deportar directivos de Peugeot a campos de exterminio y por el uso de trabajadores franceses en la fábrica de Volkswagenwerk que se sirvió brevemente de su propio campo de concentración (Arbeitsdorf).
Louise contrató a un abogado francés con el fin de presentar evidencia que pudiera exonerar a su padre, esposo y hermano de los cargos; Ferry consiguió su libertad con el pago de los 500,000 francos de fianza que se exigía por la libertad de cada uno de ellos, y trabajó arduamente para conseguir la libertad de Ferdinand y Anton Piëch, que se produjo en agosto de 1947. Ferry lo logró luego de cumplir con varios contratos para Cisistalia, empresa de Piero Dusio, incluyendo el diseño del auto de carreras de Gran Premio Cisistalia Type 360.  Anecdóticamente, Louise Piëch comentaba que tras la devolución del millón de francos de la fianza de su padre y su marido un año después, por efectos de la devaluación, sólo le alcanzaron para comprarse dos pares de zapatos en París. Simultáneamente y para evitar posibles expropiaciones por reparaciones de guerra a empresarios alemanes, Louise y Anton fundaron Porsche Konstruktionen Ges.mbH (Porsche KG) en 1947 valiéndose de su ciudadanía austríaca, con el fin de terminar la construcción del Cisistalia 360 y poder garantizar el retorno seguro de Ferdinand Porsche a Stuttgart. A pesar de todo el Cisistalia 360 nunca llegó a competir. Anton ejercía como presidente de Porsche KG, mientras que la Dirección General era compartida entre Louise Piëch y el ingeniero jefe de Porsche, Karl Rabe.

### Representación de Volkswagen y Dirección de Porsche Holding
Ferry Porsche firmó en septiembre de 1948 un preacuerdo con la Volkswagenwerk a cargo de Heinrich Nordhoff de lo que sería un lucrativo acuerdo por regalías de la producción del Volkswagen Escarabajo, que incluía la representación de Volkswagen en Austria a cargo de Louise Piëch a partir de 1949; este acuerdo de 1948 también incluía la aprobación para producción en serie de un "automóvil con motor trasero basado en el Escarabajo" —el Porsche Type 356— del que ya se habían terminado 49 unidades hechas a mano, y las ventas a través de lo que luego se convirtió en la red mundial de Volkswagen, incluyendo servicio técnico para los Porsche y el contrato de importación para Austria.
Con los derechos de licencia de Volkswagen y los derechos generales de agencia de Porsche para Austria, se sentó la base financiera de la nueva fábrica de automóviles Dr. Ing. h. C. F. Porsche KG presidida por Anton Piëch y la empresa comercial Porsche Holding de Salzburgo. Sin embargo el inicio en Austria fue lento y durante 1949 sólo se vendieron 7 unidades de Volkswagen en Austria.
Louise sufrió la pérdida de Ferdinand Porsche en enero de 1951, y en 19 meses la de su esposo Anton, quien murió un mes antes de cumplir 56 años a causa de un infarto fulminante el 29 de agosto de 1952, el día del cumpleaños 48 de Louise. A partir de ese momento ella asumió la dirección de Porsche Holding y fue responsable de su éxito comercial, aumentando las ventas de Volkswagen a 5.218 en 1954 luego de la liberación del mercado un año antes y convirtiéndose en la marca líder de ventas en Austria. En 1961 se matriculó el Volkswagen n° 100,000 en Austria. En paralelo, construyó una red de comercialización de Porsche, que se extendió rápidamente por todas las provincias austríacas.
Tras la prematura muerte de Anton Piëch en 1952, dirigió Porsche Holding en Austria hasta 1971. La empresa fue propiedad de las familias Porsche y Piëch hasta 2011 y se mantuvo como importador general de Volkswagen y Porsche para Austria desde 1948. Hasta 2011, la división Porsche Holding creada por los esposos Piëch y dirigida por Louise durante 20 años, ya había logrado generar unos 25.000 millones de dólares en 50 años de existencia, Porsche Holding fue la mayor empresa privada de Austria y ahora es una filial al 100% del Grupo Volkswagen.

### Retiro
En 1971 Louise Piëch se retiró de sus actividades en Porsche Holdings, aunque conservó el grado de Presidenta Honoraria del Consejo de Supervisión. Era habitual que recibiera un último modelo de Porsche 911 el día de su cumpleaños, con matrícula S-200 de Salzburgo. Para su septuagésimo cumpleaños, en 1974, su hermano Ferry le sorprendió con un prototipo plateado del 911 Turbo 2.7L, lo que la convirtió en la primera mujer del mundo al volante de un modelo Porsche Turbo. Su último 911 fue un Carrera 4 plateado, modelo 1989, con tapicería inspirada en las cortinas de su antigua oficina en 1970.
Louise Piëch murió el 10 de febrero de 1999 a la edad de 94 años. Su tumba se encuentra en Zell am See, donde está enterrada su urna en la capilla de la casa Schüttgut junto a su esposo y otros miembros de la familia Porsche.

## Honores
En 1959, Louise Piëch fue nombrada Consejera Comercial por sus méritos económicos. En 1976, la Universidad Técnica de Viena la nombró senadora honoraria. En 1979 Louise Piëch fue condecorada con la Orden del Mérito de la República Federal de Alemania, en 1984 con el Anillo de la Ciudad de Salzburgo y en 1994 con la Orden al Mérito de la República de Austria.